# Tsunami v Sundském průlivu 2018
Tsunami v Sundském průlivu 2018 vznikla v Indonésii dne 22. prosince v 21:03 místního času (15:03 času středoevropského). Vyvolal ji sesuv sopečného kužele do moře, který následoval po erupci sopky Anak Krakatau. Ta se nachází v průlivu mezi ostrovy Sumatrou a Jávou. Pětimetrovou vlnou byly v 21:27 zasaženy provincie Banten (západ Jávy) a Lampung (jih Sumatry), kde zemřelo 426 osob.

## Krakatoa

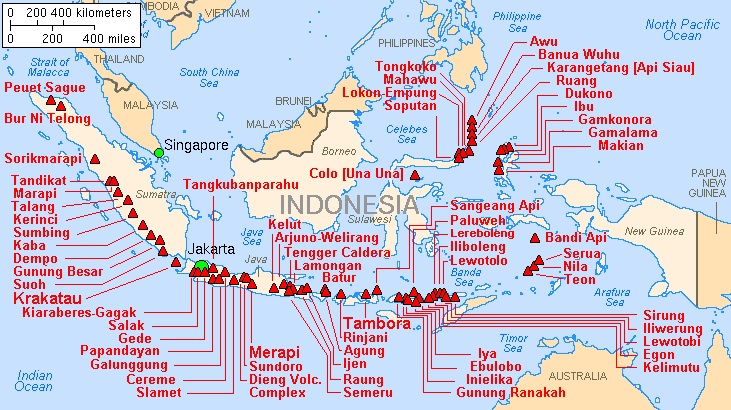
Indonéské vulkány. Krakatoa se nachází v levé části dole.

Indonésie je tektonicky jednou z nejaktivnějších oblastí světa. Leží v tzn. Pacifickém ohnivém kruhu a obklopují ji tektonické desky Eurasijská, Pacifická a Australská. Australská se zde noří pod Sundskou (část euroasijské) značnou rychlostí 50–75 mm za rok, což se projevuje častými zemětřeseními a intenzivní sopečnou činností. Důležité je též zmínit, že 26. prosince 2004 tyto desky vygenerovaly třetí nejsilnější zaznamenané zemětřesení v historii a následná vlna tsunami zahubila 230 000 lidí. Více než polovina mrtvých byla právě v Indonésii. Celkově se v zemi nachází asi 130 aktivních sopek a Krakatoa je bezesporu jednou z těch nejznámějších. Srpnová erupce v roce 1883 vytvořila během kolapsu tělesa sopky tsunami o výšce 46 metrů, jež zabila 36 000 lidí.

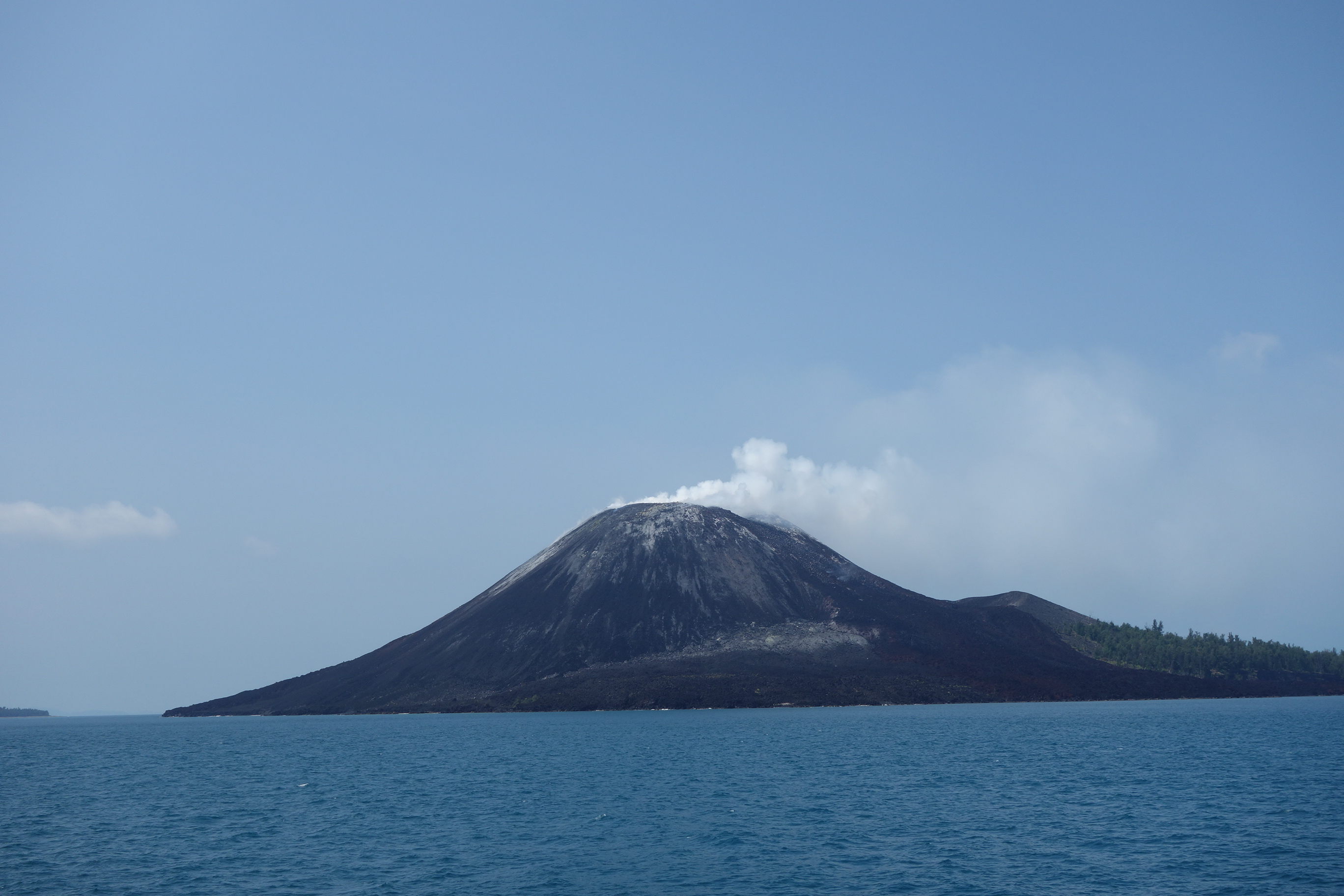
Krakatoa (20. října 2013)

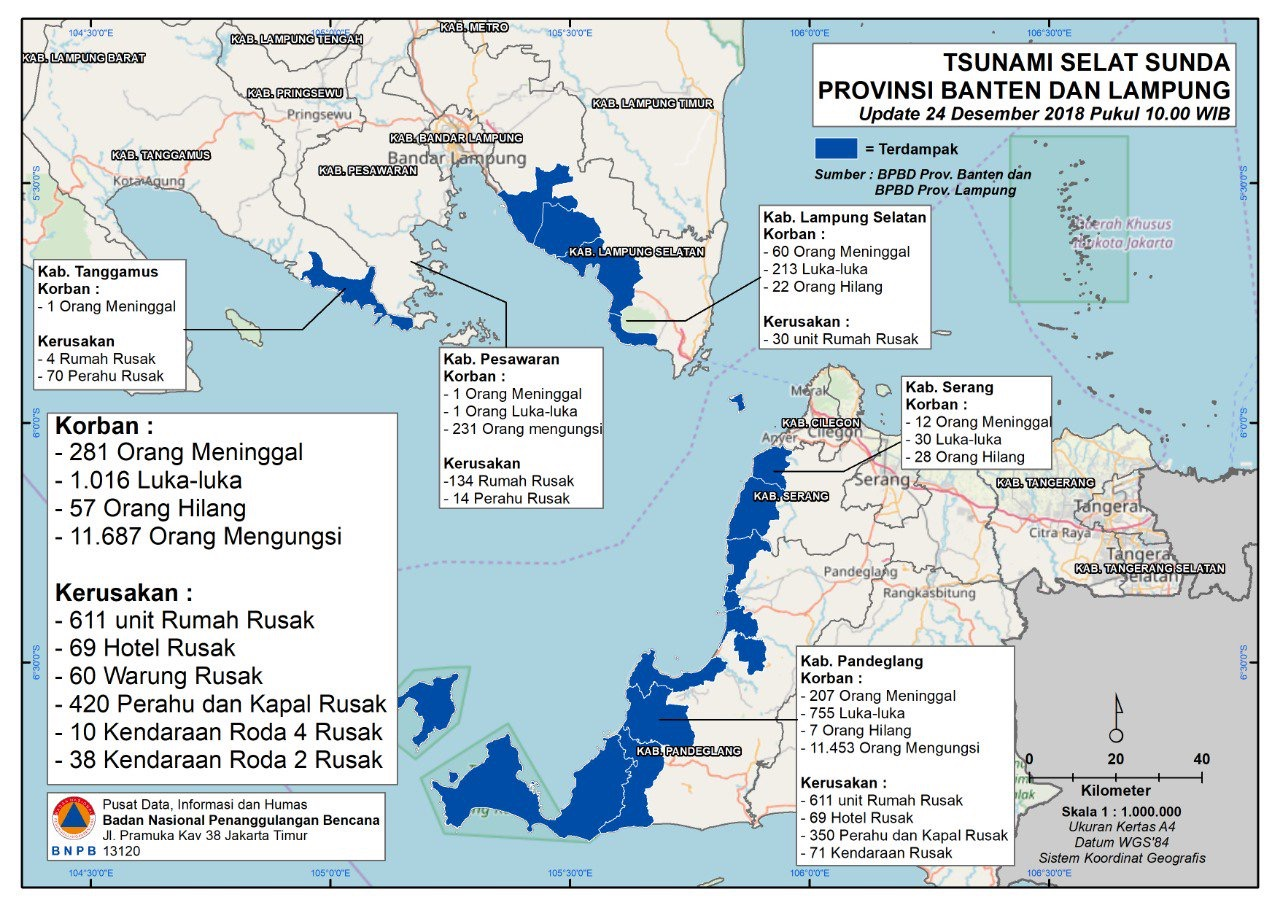
Zasažené oblasti v průlivu.

Za 44 let, v roce 1927, se ve stejných místech vynořil nový vulkán, Anak Krakatau. Ten během 90 let dosáhl nadmořské výšky 338 m. Od léta 2018 do roku 2019 probíhala u sopky eruptivní epizoda s indexem VEI 3, kdy docházelo k 50 až 100 drobným erupcím každý den. 17. října proběhla větší sopečný výbuch vulkánského typu, který byl dokonce natočen (video). 21. prosince, den před tsunami, byla zaznamenána další erupce. Trvala více než 2 minuty a oblak popela dosáhl výšky 400 m.

## Tsunami
Dne 22. prosince 2018 panovala zvýšená sopečná aktivita. Ve 21:03 místního času (15:03 SEČ) došlo k sesuvu celého vulkanického kuželu, což zapříčinilo poškození místního seismografického vybavení, které sopku monitorovalo. Přesto stanice na přilehlém ostrově Verlaten (vzdáleném 3 km) vzniklé otřesy zachytila. Jejich intenzita se ani zdaleka neblížila k hodnotám velkých zemětřesení, které mohou potenciálně vytvořit ničivé vlny. Ty primárně používá Indonéská meteorologická, klimatologická a geofyzikální agentura (BMKG) k vyhodnocování vzniku tsunami. Kromě toho bóje, které země využívala, byly v tu dobu již 6 let nefunkční. Pětimetrová vlna zasáhla Sumatru a Jávu ve 21:27. Podle indonéských úřadů měl na výšku tsunami značný vliv v tu dobu probíhající neobvykle vysoký příliv. Očití svědci vypověděli, že vlnu nepředcházel dočasný ústup moře a její příchod byl rychlý a bez varování.
Původně se myslelo, že tsunami způsobil podmořský sesuv, ovšem satelitní snímky a záznamy z helikoptéry o den později potvrdily, že došlo k sesuvu samotné sopky směrem na jihozápad. Tím se odhalil přívod magmatu, což se projevilo několik dní trvajícími surtseyjskými erupcemi. Ostrov ztratil 2/3 své výšky a objemu, přičemž jeho výška se snížila z původních ~338 m na 113 m.
Analýza odborníků Německého výzkumného střediska pro geovědu ukázala, že sopka dávala včasná varování. Satelitní data vykazovala sklouzávání jihozápadního svahu a jeho zvýšené teploty měsíce před katastrofou. Pouhé dvě minuty před začátkem sesuvu bylo zaznamenáno malé zemětřesení s nízkofrekvenčními zvukovými vlnami. Na rozdíl od tektonických zemětřesení se seismický vzorec skládal z frekvencí okolo 0,03 Hz (oproti 1 Hz), což byl jeden z důvodů, proč nebyla událost zpočátku detekovaná. Naměřené hodnoty seismických vzorců a chování sopky chtějí vědci využít k předpovídání podobných událostí i u jiných vulkánů, neboť většina obětí sopečné činnosti v posledních dvou staletí byla zabita sesuvy a tsunami. Stratovulkány jako Anak Krakatau se často skládají z nestabilního materiálu, kdy se na sebe střídavě vrství lávové proudy a vyvržený materiál hrubozrnné či jemnozrnné frakce. To může zapříčinit náhlý sesuv, dosud to však nebylo přesně změřeno. Vulkanolog Thomas Walter ze střediska uvedl: „U Anak Krakatoy jsme mohli poprvé pozorovat, jak došlo k erozi (kolapsu) takového vulkanického svahu a signály sopky to predikovaly dopředu.“
Nicméně o možném vzniku tsunami se začalo mluvit již o 6 let dříve. Vulkanolog Thomas Giachetti z oregonské univerzity vydal v lednu 2012 výsledky numerického modelování, simulující vznik tsunami kolapsem tělesa vulkánu. Bylo dobře známo, že sopečný kužel spočívá na podloží vzniklém před rokem 1960 a celý ostrov pak na kraji prudce se svažující kaldery hluboké 250 metrů.
Na konci roku 2019 vyhotovili vědci z Brunelovy univerzity a Tokijské univerzity počítačový model sesuvu. Výsledky ukázaly, že vlna ihned při svém vzniku dosáhla výšky 100 až 150 metrů. Ta začala vlivem gravitace a s rostoucí vzdáleností od zdroje rychle klesat, přesto souostroví patřící Krakatoy zasáhla vlna vysoká 80 metrů. Zjištěné hodnoty z modelu se dobře shodují s naměřenými hodnotami v terénu, neboť právě do této výšky byly veškeré stromy vyrvány ze svých kořenů.
Souběžně proběhl i výzkum týmu profesora Davida Tappina. Cílem bylo najít chybějící hmotu sopky a zjistit její přesný objem, neboť by nikdy nemohli přesně popsat zhroucení tělesa vulkánu. Dosavadní studie vycházely jen ze satelitních snímků. Prof. Tappin se rozhodl využít sonar a zmapovat s ním topografii mořského dna. Dle vyhotovené batymetrické mapy se ve hloubce 200 metrů našlo pole suti (některé bloky byly dokonce vysoké 70–90 m), táhnoucí se jihozápadním směrem až do vzdálenosti 2 km od Anak Krakatoy. Objem sesuvu tým stanovil na 0,19 km³ (190 milionů metrů krychlových hornin), což je méně oproti dříve odhadovaným 0,27 km³. Taktéž hodnota úhlu smykové plochy, po níž hmota sjela, byla nadhodnocená.

## Následky
23. prosince se prostřednictvím satelitních snímků a záznamů z vrtulníku potvrdilo, že se zhroutila jihozápadní část sopky. Celý ostrov byl po dobu 6 dní zmítán bouřlivými erupcemi surtseyského typu, neboť se sesuvem odhalil přívod magmatu, který tak přišel do kontaktu s mořskou vodou (video).
27. prosince tamější úřady zvýšily stupeň varování na druhý nejvyšší jako reakce na zvyšování sopečné aktivity již tak nestabilní sopky a proto byly všechny lety přesměrovány dál od nebezpečné oblasti. Okruh zákazu přibližování se k aktivnímu vulkánu byl zvýšen na 5 kilometrů. V obavách před další obří vlnou platilo na celém pobřeží Sundského průlivu výzva, aby se lidé zdržovali alespoň 500 metrů od moře. BMKG vydal zprávu, kde informuje o možném vzniku druhého sesuvu. Zjistil totiž přítomnost ostrovem procházejících trhlin, z nichž unikají emise páry a plynů. Ty patrně vytvořily mohutné otřesy, zmítající ostrovem na konci prosince. Každopádně se obavy o potenciální katastrofě nenaplnily.

### Oběti a škody
Ke dni 31. prosince Indonéská národní rada pro zvládání katastrof potvrdila 426 mrtvých, 14 059 zraněných a 25 pohřešovaných. To z ní dělá erupci s největším počtem obětí v rámci 21. století. 16 000 obyvatel bylo nuceno opustit svoje domovy. Mezi oběti patří tři členové (baskytarista M. Awal Purbani, kytarista Herman Sikumbang a bubeník Windu Andi Darmawan) kapely Seventeen a její manažer poté, co vlna zasáhla jejich koncert na pláži Tanjung Lesung (video). Další obětí je indonéský herec a komik Aa Jimmy.
Bylo zničeno nebo těžce poškozeno asi 400 domů, včetně 9 hotelů. Celkem 2 752 budov a 510 lodí utrpělo škody. Silnice spojující Serang s Pandeglangem byla odříznuta. Na jihu Sumatry utrpělo těžké škody jen 30 domů. Záchranáři prohledávaly trosky s pomocí psů a dronů. V oblasti podle charit docházely léky, pitná voda a děti trpěly horečkami. Panovaly obavy o vypuknutí epidemie, vzhledem ke špatnému počasí, které zpomaluje odvoz mrtvých těl.

### Reakce
Prezident postižené země Joko Widodo nařídil BNPB, ministerstvu sociálních věcí a ozbrojeným silám okamžitě jednat. Ministerstvo cestovního ruchu dočasně pozastavilo turismus v obou postižených provinciích. Malajsijský vicepremiér nabídl pomoc podobně jako australský premiér, indický premiér, tchajwanská prezidentka a americký prezident Donald Trump. Posledních pět ještě vyjádřilo upřímnou soustrast přes sociální síť Twitter. Tu později vyjádřili i ruský prezident Vladimir Putin a předseda vlády Dmitrij Medveděv. „Hluboce zarmouceni" byli taktéž britská královna Alžběta II. a její manžel princ Philip. Turecký prezident Recep Tayyip Erdoğan řekl: „Ve jménu tureckého lidu vyjadřuji svou soustrast všem obyvatelům Indonésie.” Následovalo i turecké ministerstvo zahraničí: „Přejeme milosrdenství Alláha těm, kteří přišli o život, zraněným rychlé zotavení a vyslovujeme soustrast svým bratrům v Indonésii."

## Galerie

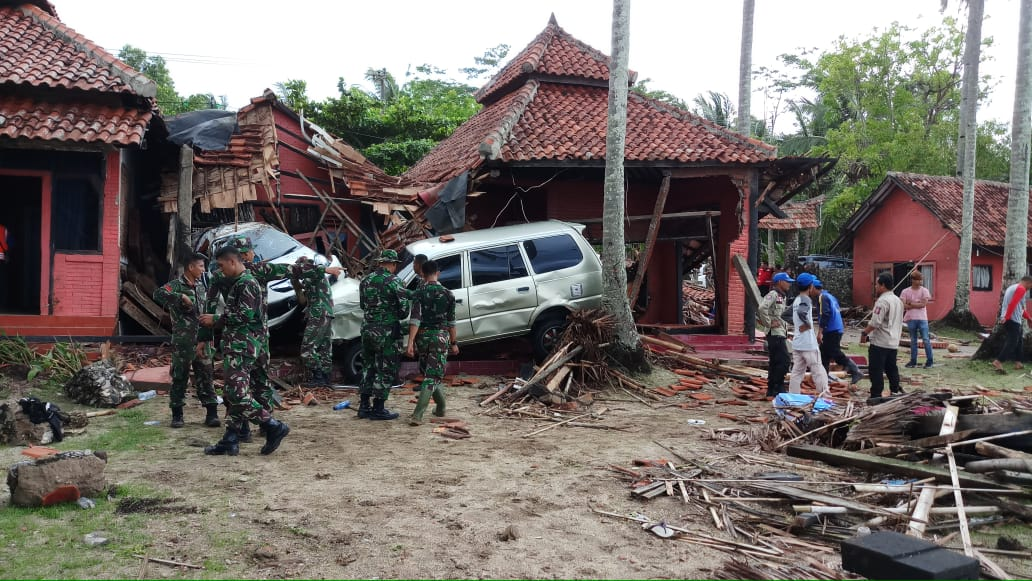
Vojáci prohledávající trosky.
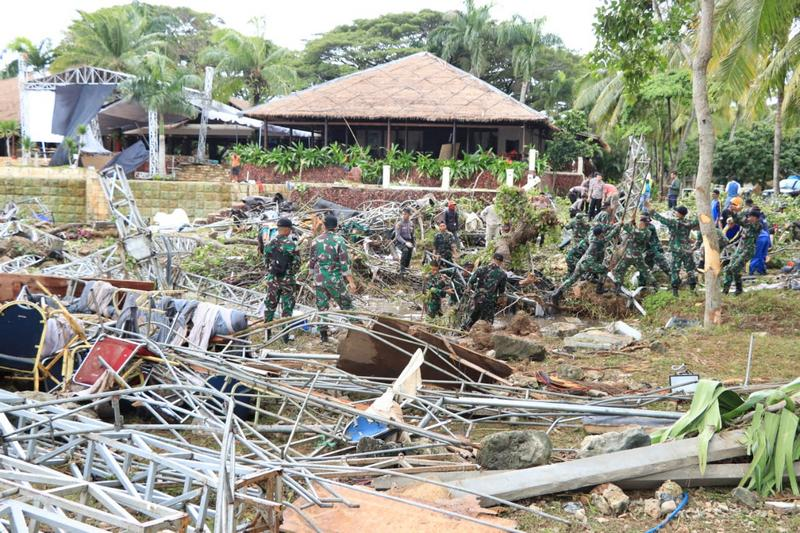
Místo, kde se konal koncert kapely Seventeen.